# Львова, Марина Сергеевна
Марина Сергеевна Львова (род. 14 августа 1984, Москва) — российская спортсменка смешанных единоборств. Выступает в полулёгком весе. Боец KUNLUN FIGHT. Профессиональную карьеру начала в 2015 году. Бывшая топ и фотомодель. Номинантка конкурса красоты «Сильная Россия — красивая Россия» (Мисс Единоборства).
Двукратная чемпионка России по универсальному бою. Серебряный призёр Европы, серебряный призёр Мира. Чемпионка Олимпиады Боевых искусств 2014 года. Мастер спорта.